# Cousolre
Cousolre é uma comuna francesa na região administrativa de Altos da França, no departamento do Norte. Estende-se por uma área de 20.98 km². Em 2010 a comuna tinha 2 258 habitantes (densidade: 107,6 hab./km²).